# 구루메 대학
구루메 대학(일본어: 久留米大学, Kurume University)은 일본 후쿠오카현 구루메시에 있는 사립 대학이다.

## 연혁
- 1928년 : 설립.

## 조직

### 학부
- 문학부
- 법학부
  - 법률학과
  - 국제정치학과
- 경제학부
- 상학부
- 의학부
  - 의학과 (6년제)
  - 간호학과 (4년제)

### 부속기관
- 도서관
- 구루메 대학 병원